# Ninove
Ninove est une ville de Belgique dans le Denderstreek située en Région flamande dans la province de Flandre-Orientale.

## Toponymie
in Neonifio (821), Neonifium (847), Neonifius (899), Niniue (1088), apud Niniuen (1146), Nineue (1174)

## Sections de la commune
| #  | Section           | Superf. (km²) | Habitants (2020) | Habitants par km² | Code INS |
| -- | ----------------- | ------------- | ---------------- | ----------------- | -------- |
| 1  | Ninove            | 10,31         | 14.469           | 1404              | 41048A   |
| 2  | Okegem            | 2,86          | 2.114            | 739               | 41048B   |
| 3  | Meerbeke          | 10,56         | 5.949            | 563               | 41048C   |
| 4  | Neigem            | 1,06          | 589              | 557               | 41048D   |
| 5  | Lieferinge        | 1,26          | 306              | 243               | 41048E   |
| 6  | Denderwindeke     | 15,42         | 3.894            | 253               | 41048F   |
| 7  | Pollare           | 3,55          | 1.372            | 386               | 41048G   |
| 8  | Appelterre-Eichem | 5,61          | 2.972            | 530               | 41048H   |
| 9  | Voorde            | 5,17          | 1.361            | 263               | 41048J   |
| 10 | Aspelare          | 5,07          | 1.666            | 328               | 41048K   |
| 11 | Nederhasselt      | 4,02          | 1.285            | 320               | 41048L   |
| 12 | Outer             | 8,22          | 3.268            | 397               | 41048M   |

## Histoire
Les ducs de Brunswick-Lunebourg l'achetèrent de Charles Quint en 1515, et la vendirent à la maison d'Egmont.
Les armoiries de Ninove ressemblent à celles de la ville d'Alost et à celles du Pays d'Alost.

## Héraldique
|  | La ville possède des armoiries qui lui ont été octroyées le 2 septembre 1818 et à nouveau les 20 décembre 1846 et 17 novembre 1987. Le sceau le plus ancien de la ville date de 1415 et montre un évêque tenant deux écus, ceux de Bourgogne et de Flandre. Ninove avait reçu les droits de la ville en 1339 du comte Hendrik van Vlaanderen. En 1557, les armoiries étaient divisées en deux parties: l'aigle impérial et le lion de Flandre. La ville était l'une des principales villes de Flandre et l'ensemble du territoire faisait partie du Saint-Empire romain germanique. Les images ultérieures ont également montré la même composition, de même qu'un sceau du XVIIIe siècle. Ainsi, les armoiries furent octroyées par le gouvernement néerlandais en 1818 et par le gouvernement belge en 1846. Après la réforme municipale de 1987, une couronne murale, commune aux anciennes villes fortifiées, lui fut attribuée. Blasonnement : Parti: 1. D'or à l'aigle bicéphale de sable. 2. D'or au lion de sable. L'écu timbré d'une couronne murale à cinq tours d'or. Source du blasonnement : Heraldy of the World. |

## Démographie

### Évolution démographique: Avant la fusion des communes
- Sources : INS, Rem. : 1831 jusqu'en 1970 = recensements, 1976 = nombre d'habitants au 31 décembre[4].

### Évolution démographique: Commune fusionnée
Graphe de l'évolution de la population de la commune. Les données ci-après intègrent les anciennes communes dans les données avant la fusion en 1977.
- Source : DGS - Remarque: 1831 jusqu'à 1981=recensement; depuis 1990=nombre d'habitants chaque 1er janvier[5]

## Abbaye de Sainte-Corneille et Saint-Cyprien

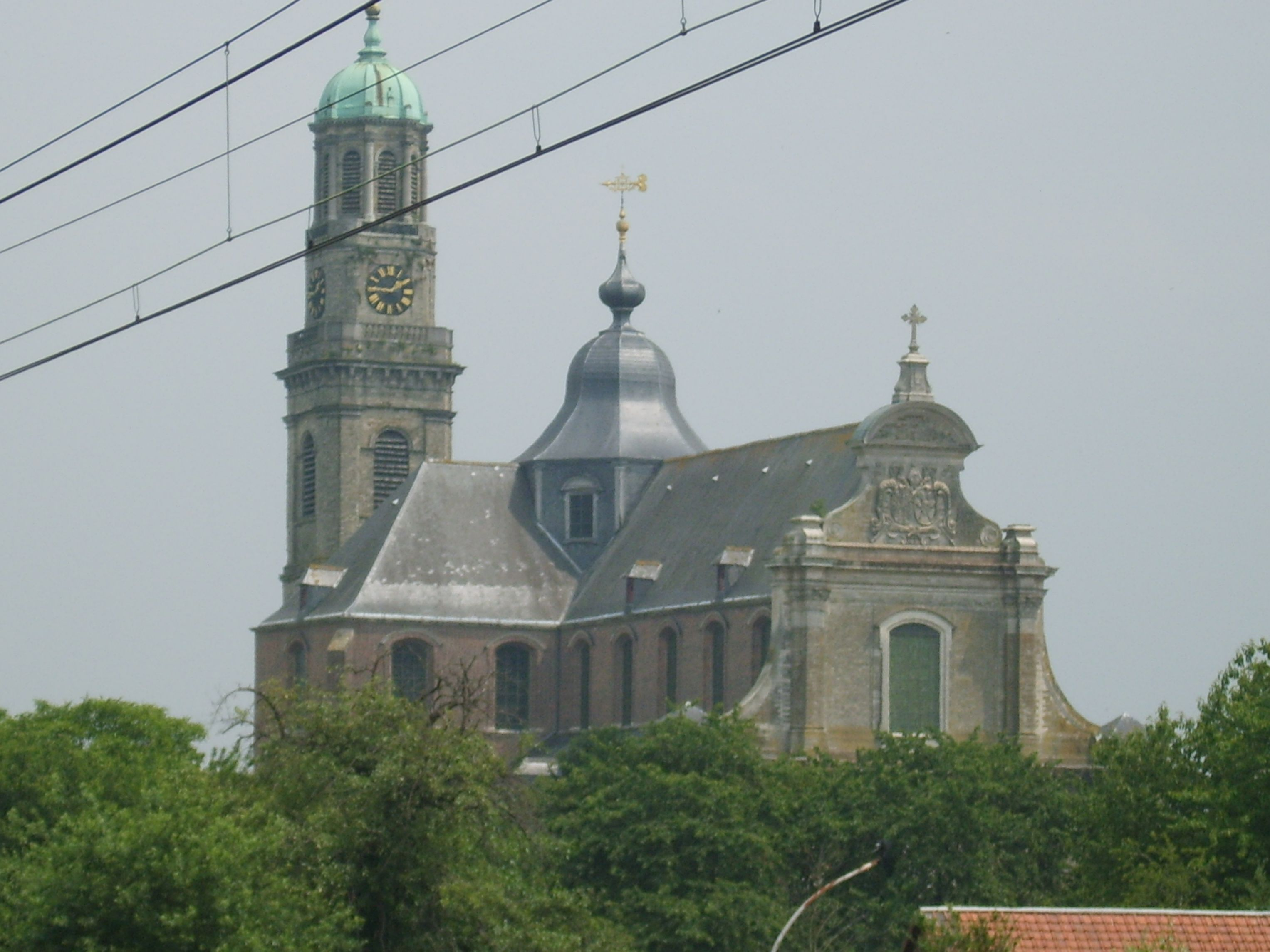
L'abbaye de Ninove.

L'abbaye de Ninove est fondée en 1137, réoccupée après la Révolution française, vendue et désertée en 1822. Cette abbaye prémontrée est l'une des plus riches de Belgique. Il en reste quelques constructions. L'ancienne église abbatiale, commencée en 1635, consacrée en 1727 et dotée d'une tour en 1844, présente des dimensions remarquables et un mobilier splendide : stalles, chaire de vérité, confessionnaux, panneaux exécutés en 1736 par Théodore Verhaegen, lambris, maître-autel et portique, buffet d'orgue, tableaux, etc.

## Politique
La liste Vlaams Belang de Guy D'haeseleer remporte les élections de 2024. Il devient le premier bourgmestre d'extrême-droite en Belgique depuis la fin de la Seconde Guerre mondiale.

## Sport
- Football : KVK Ninove

## Personnalités liées à la commune
- Werner De Smedt, acteur de cinéma belge
- Wesley Sonck, footballeur
- Franky Van Der Elst
- Kevin Van Der Perren, patineur
- Willem Wijnant, coureur cycliste